# Volvo Serie 100
La Serie 100 è un'autovettura prodotta dalla Volvo tra il 1966 ed il 1974.

## Il contesto
L'invecchiamento della 120 Amazon costrinse la Casa di Göteborg a mettere in cantiere un nuovo modello, che ne migliorasse, soprattutto, l'abitabilità e la sicurezza,
La meccanica della 120, robusta ed affidabile, non richiedeva grosse modifiche, così fu conservata, con opportuni affinamenti. Della Amazon venne conservato il pianale (allungato nel passo), compresa la trazione posteriore, il retrotreno ad assale rigido, ed il motore 4 cilindri con albero a camme laterale.
Completamente nuova la carrozzeria, una squadrata, capiente e ben studiata sotto l'aspetto della protezione degli occupanti in caso d'urto, berlina a 3 volumi. Una versione station wagon venne sviluppata quasi in contemporanea alla berlina.
Moderni, spaziosi ed efficienti, sia dal punto di vista ergonomico che della sicurezza, anche gli interni.
La nuova Volvo debuttò nel 1966.

## Le 140

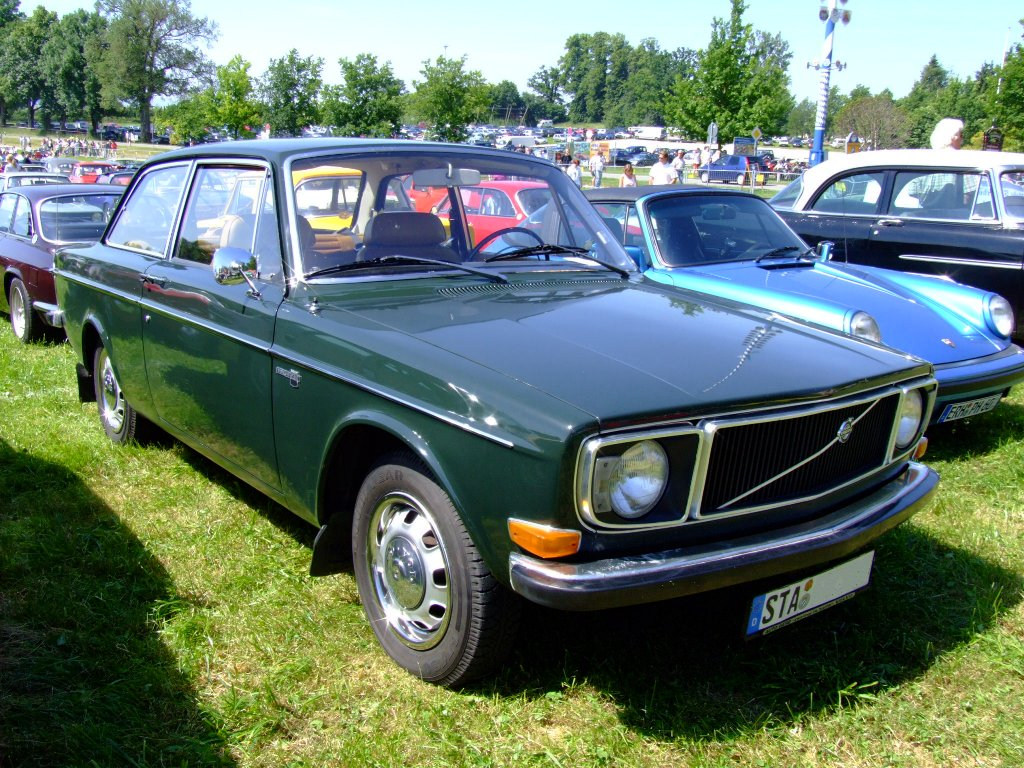
Una Volvo 142

Le prime versioni della Serie 100 a debuttare (1966) furono le 142 (berlina a 2 porte) e 144 (berlina a 4 porte), equipaggiate col motore di 1778cm³, alimentato con 1 (85cv) o 2 carburatori (103cv). La gamma per l'Italia includeva le versioni standard (con motore da 85cv e allestimento base), DL (con motore da 85cv e allestimento più completo), S (con motore da 103cv e allestimento base) e S DL (con motore da 103cv e allestimento DL).
Pochi mesi dopo iniziò la commercializzazione della station wagon 145, nelle versioni standard, DL e Express (con allestimento base e tetto rialzato per migliorare la capacità di carico). Tutte erano equipaggiate col motore da 85cv.
La 140 venne nel corso degli anni costantemente aggiornata. Nel 1968 le versioni S (base e DL) ottennero un motore con cilindrata maggiorata a 1986 cm³. La potenza rimaneva invariata, ma migliorava l'elasticità di marcia.
Nel 1970 venne migliorato l'equipaggiamento di sicurezza: appoggiatesta anteriori, lunotto termico e, sulle station wagon, tergilunotto, vennero resi di serie.

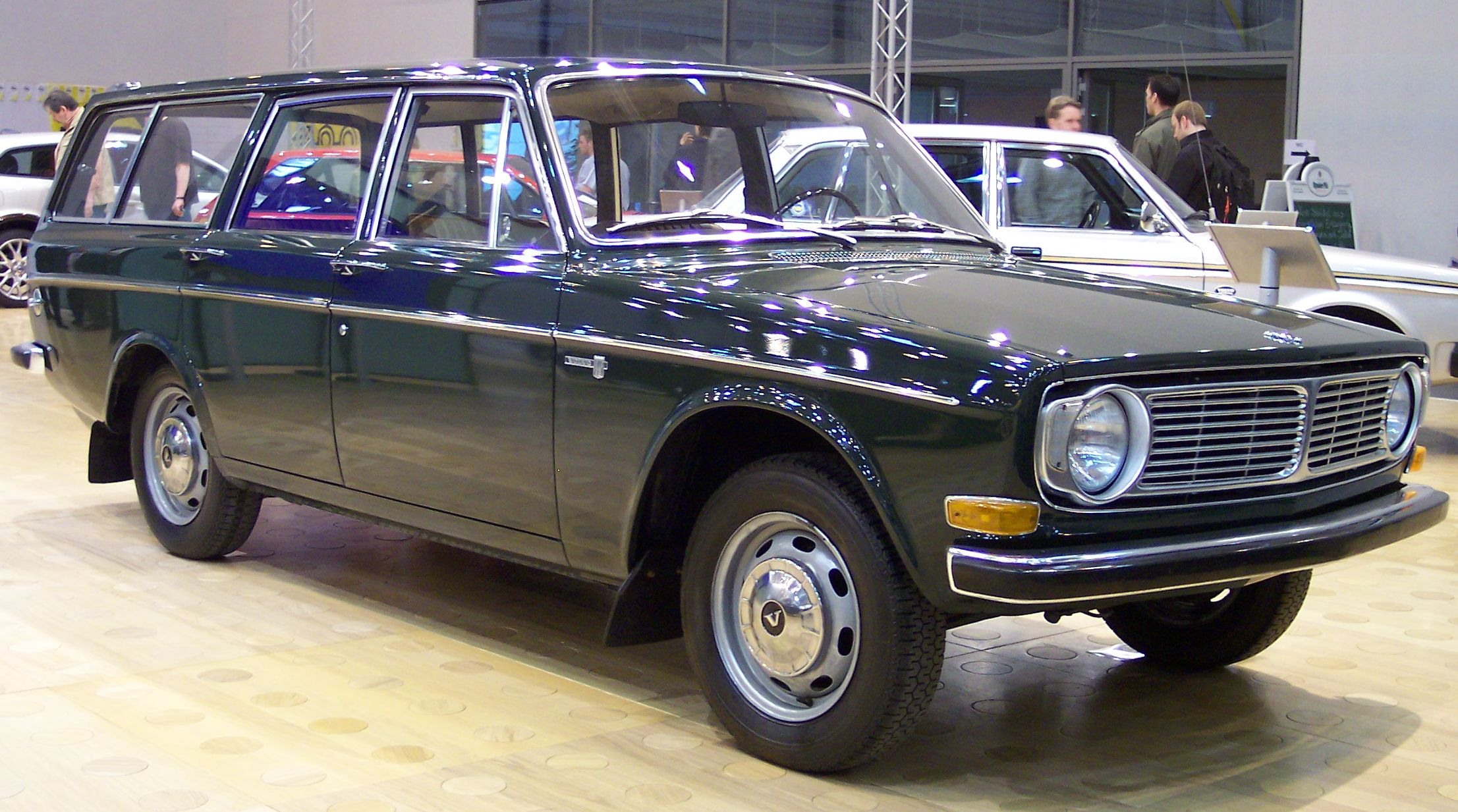
Volvo 145

Nel 1971 la gamma venne riorganizzata. La versione base, ora denominata L, conservava motore e aspetto delle precedenti standard, mentre le DL ottennero il motore 2 litri da 100 cv (prima sulle S). Al top della gamma si posizionava la GL, con motore 2 litri a iniezione da 124 cv e allestimento lussuoso (completo di interni in pelle). Le versioni DL e GL si distinguevano anche per una nuova mascherina nera opaca e per i paraurti maggiorati con profili in gomma. Le station wagon erano disponibili nelle versioni L, DL e Express (invariata).
Nel 1972, accanto ad alcuni ritocchi agli interni (leva del cambio spostata, cruscotto) e l'adozione di nuove maniglie delle porte, venne introdotto un nuovo motore 4 cilindri di 1986 cm³ con albero a camme in testa. Sulle versioni L, con alimentazione a carburatore singolo, erogava 88 cv, sulle DL (mono o bicarburatore) 88 o 105 cv, mentre sulle GL a iniezione 126 cv. Dalla gamma delle station wagon venne tolta la Express. 
Nel 1973 un restyling cambiò il frontale (nuova mascherina, frecce spostate ai lati dei fari), la coda (con nuovi gruppi ottici rettangolari ampliati) e gli interni (nuova plancia). La sicurezza venne migliorata dall'adozione delle barre antintrusione nelle portiere. La 142 non venne più importata in Italia.
Le ultime novità vennero introdotte nel 1974. La più evidente era l'adozione di nuovi paraurti ad assorbimento d'urto. Non fu l'unica, dato che vennero introdotte portiere rinforzate, impianto lavafari e, per le GL, un nuovo impianto di iniezione Bosch.
Alla fine dell'anno tutte le 140 uscirono di listino per far spazio alle 240.

## Le 160

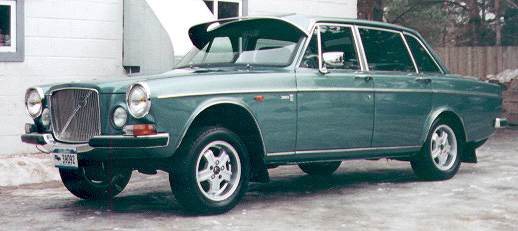
Volvo 164 con parasole e cerchi non di serie

Per arginare lo strapotere di Mercedes-Benz, BMW e Jaguar, nel settore delle ammiraglie a 6 cilindri, la Volvo, forte dell'immagine acquisita con le 140, decise di mettere in campo un proprio modello.
Ingenuamente a Göteborg pensarono di poter risolvere la questione prendendo la berlina 144, allungandone il passo di 10 cm e ridisegnandone completamente frontale mantenendo gli interni della 144 nelle annuali evoluzioni.
Equipaggiata con un nuovo 6 cilindri in linea di 2968 cm³ alimentato con 2 carburatori e caratterizzata da un nuovo frontale con ampia calandra e fari circolari sporgenti (in stile Mercedes, Jaguar e Rover), la nuova berlina Volvo debuttò sul mercato nel 1968 col nome di 164.
Nonostante gli interni più lussuosi ed il passo allungato, la parte posteriore della carrozzeria identica a quella delle sorelle minori 144 e le prestazioni modeste fornite dal motore (che disponeva di soli 130cv/Din), limitarono il successo del modello.
L'edizione station wagon 165 restò allo stadio di prototipo e non fu mai commercializzata, alcune 165 vennero ottenute da privati adattando il posteriore di una Volvo 145 a muso e motore di una 164.
Nel 1972 un restyling interessò la coda (che venne aggiornata come la 144 modello '73), il frontale (mascherina lievemente meno pronunciata e griglie circolari al posto dei fari interni), i paraurti (del tipo ad assorbimento) e la plancia come per la 144. Il motore beneficiò di un impianto di iniezione che ne elevò la potenza a 160cv/Din.
Le vendite rimasero basse e, nel 1974, venne rimpiazzata dalla 260.

## La gamma italiana

### Serie 140
1966-70
- 142
- 142 DL
- 144
- 144 DL
- 142 S
- 142 S DL
- 144 S
- 144 S DL
- 142 S 2.0 DL
- 144 S 2.0 DL
- 145
- 145 Express
- 145 DL

1971-74
- 142 L
- 142 2.0 L
- 142 2.0 DL
- 144 L
- 144 2.0 L
- 144 2.0 DL
- 144 2.0i GL
- 145 L
- 145 Express
- 145 2.0 L
- 145 2.0 DL

### Serie 160
1968-71
- 164

1972-74
- 164 E

## La produzione
La Serie 100 è stata prodotta nei seguenti esemplari:
- 142/144: 523.808
- 145: 268.317
- 164/165: 146.008